# Genpuku
 (mars 2013).
Si vous disposez d'ouvrages ou d'articles de référence ou si vous connaissez des sites web de qualité traitant du thème abordé ici, merci de compléter l'article en donnant les références utiles à sa vérifiabilité et en les liant à la section « Notes et références ».
Le genpuku (元服) est une cérémonie de la majorité japonaise. L'étymologie du terme est atypique[Quoi ?] ; dans ce cas, 元 (gen) signifie « tête » et 服 (fuku) « port ». La cérémonie est aussi connue sous les noms kakan (加冠), uikōburi (初冠), kanrei (冠礼), shufuku (首服) et hatsu-motoyui (初元結).
Pour marquer l'entrée dans la vie adulte des garçons entre les âges de 11 et 17 ans (généralement de l'ordre de 12 ans), ils sont emmenés dans les sanctuaires de leur kami tutélaire. Ils y sont présentés avec leurs premiers vêtements adultes et leur coiffure de garçon (角髪, mizura) est modifiée en style adulte. Ils reçoivent également de nouveaux noms d'adultes (烏帽子名, eboshi-na) ou noms de courtoisie (字, azana).
Au cours de l'époque de Heian, la cérémonie est limitée aux fils de noble et de familles de samouraïs. À l'époque de Muromachi, elle s'ouvre progressivement pour inclure les hommes de rang inférieur.
La cérémonie équivalente pour les femmes est appelée mogi (裳着) ; elle est organisée pour les filles âgées de 12 à 14 ans, et également fondée autour de la présentation de vêtements pour adultes.
Dans le Japon moderne, ces cérémonies sont remplacées par des cérémonies de la majorité pour les jeunes des deux sexes âgés de 20 ans appelées seijin shiki, ou par une cérémonie qui se déroule à l'école pour les élèves qui viennent d'avoir 15 ans et appelée risshi-shiki (立志式), littéralement « cérémonie debout de l'espoir » au cours de laquelle les enfants se tiennent devant l'école et déclarent leurs objectifs pour l'avenir.

## Source de la traduction
- (en) Cet article est partiellement ou en totalité issu de l’article de Wikipédia en anglais intitulé « Genpuku » (voir la liste des auteurs).